# Cosmo Alexandre
Cosmo Alexandre Moreira da Rocha (São Vicente, 24 de abril de 1982)  é um lutador profissional de MMA e Muay Thai, tendo sido o primeiro brasileiro a ganhar o título de Campeão Intercontinental WMC e Campeão Mundial WPMF. 
Em 5 de dezembro de 2009 ele ganhou o torneio WMC King's Cup Challenger em Bangkok, na Tailândia.

## Biografia e carreira
Cosmo Alexandre Moreira da Rocha começou a praticar muay thai com 17 anos de idade. Atualmente está lutando MMA, quando passou pelo Bellator, Legacy Fighting Championship, Superstar Fight e agora no One Championship. 

## Títulos
- Finalista do torneio WMC/S1 King's Cup Challenger de 2010
- Campeão do torneio WMC/S1 King's Cup Challenger de 2009
- Campeão do It's Showtime 2009 na Italia
- Campeão mundial W.A.K.O. 2009
- Campeão do torneio Evolution 17 Winner King's Cup Qualifying de 2009
- Finalista do It's Showtime Reality de 2008
- Campeão Intercontinental WMC (160 lbs) de 2007
- Título Mundial WPMF (160 lbs) de 2007
- Campeão mundial W5 2014

## Cartel no MMA
| Cartel no MMA   |            |           |
| 8 lutas         | 7 vitórias | 1 derrota |
| Por nocaute     | 5          | 0         |
| Por finalização | 0          | 0         |
| Por decisão     | 2          | 1         |

| Res.    | Cartel | Oponente         | Método                               | Evento                | Data                    | Round | Tempo | Local                   | Notas |
| ------- | ------ | ---------------- | ------------------------------------ | --------------------- | ----------------------- | ----- | ----- | ----------------------- | ----- |
| Vitória | 7-1    | Sage Northcutt   | Nocaute (soco)                       | ONE: Enter the Dragon | 18/05/2019              | 1     | 0:32  | Kallang                 |       |
| Vitória | 6-1    | Rey Trujillo     | Nocaute técnico (joelhadas e socos)  | Legacy FC 28          | 21 de fevereiro de 2014 | 1     | 3:38  | Arlington, Texas        |       |
| Vitória | 5-1    | Josh Quayhagen   | Decisão (unânime)                    | Bellator 80           | 9 de novembro de 2012   | 3     | 5:00  | Hollywood, Florida      |       |
| Vitória | 4-1    | Mike Bannon      | Nocaute técnico (interrupção médica) | Bellator 77           | 19 de outubro de 2012   | 2     | 5:00  | Reading, Pennsylvania   |       |
| Vitória | 3-1    | Harry Johnson    | Nocaute técnico (joelhada no corpo)  | Bellator 73           | 24 de agosto de 2012    | 2     | 0:39  | Tunica, Mississippi     |       |
| Vitória | 2-1    | Lorawnt-T Nelson | Decisão (unânime)                    | Bellator 67           | 4 de maio de 2012       | 3     | 5:00  | Rama, Ontario           |       |
| Vitória | 1-1    | Avery McPhatter  | Nocaute técnico (joelhadas)          | Bellator 58           | 19 de novembro de 2011  | 1     | 0:20  | Hollywood, Florida      |       |
| Derrota | 0-1    | Josh Quayhagen   | Decisão (unânime)                    | Bellator 52           | 1 de outubro de 2011    | 3     | 5:00  | Lake Charles, Louisiana |       |